# Distretto di Srinagarindra
Il distretto di Srinagarindra (in thailandese: ศรีนครินทร์) è un distretto (amphoe) della Thailandia, situato nella provincia di Phatthalung.